# Leucanella saturata
Leucanella saturata är en fjärilsart som beskrevs av Walker 1855. Leucanella saturata ingår i släktet Leucanella och familjen påfågelsspinnare. Inga underarter finns listade i Catalogue of Life.